# Cantidad económica de pedido
La cantidad económica de pedido (conocida en inglés como economic order quantity o por la sigla EOQ), es el modelo fundamental para el control de inventarios. Es un método que, tomando en cuenta la demanda determinista de un producto (es decir, una demanda conocida y constante), el costo de mantener el inventario, y el costo de solicitar un pedido, produce como salida la cantidad óptima de unidades a pedir para minimizar costos por mantenimiento del producto. El principio del EOQ es simple, y se basa en encontrar el punto en el que los costos por pedir un producto y los costos por mantenerlo en inventario son iguales.
Este modelo fue desarrollado en 1913 por Ford Whitman Harris, un ingeniero que trabajaba en Westinghouse Corporation, aunque el artículo original en el que se presentaba el modelo fue incorrectamente citado durante muchos años. Posteriormente la publicación de Harris fue analizada a profundidad y aplicada extensivamente por el consultor R.H. Wilson, quien publicó un artículo en 1934 que popularizó el modelo. Por esta razón, este también suele ser conocido como el Modelo de Wilson.

## Supuestos
El modelo EOQ parte de los siguientes supuestos básicos:
1. La demanda es conocida, constante e independiente. En general se trabaja con unidades de tiempo anuales pero el modelo puede aplicarse a otras unidades de tiempo.
2. El tiempo de espera, tiempo de carga o tiempo de reabastecimiento, del proveedor, o de alistamiento es constante y conocido.
3. El inventario se reabastece instantáneamente cuando llega a cero, con la llegada del lote pedido.
4. No existen descuentos por volumen de pedido.
5. Los costes totales son la suma de los costes de adquisición (independientes de la cantidad pedida en virtud del supuesto anterior, y, por tanto, irrelevantes para su cálculo), los costes de mantener el inventario (proporcionales al volumen/importe del inventario) y los costes de pedido (fijos por orden); su formulación es constante y conocida a lo largo del período considerado.

Como consecuencia de estos supuestos:
1. No habrá escasez de existencias.
2. La cantidad óptima a pedir será constante.

## Función de costo total
La fórmula de EOQ para un único producto encuentra el punto mínimo en la función:

{\displaystyle {\text{Costo total}}={\text{costo de compra}}+{\text{costo de ordenar}}+{\text{costo de mantener inventario}}}

En donde cada uno de los términos que la componen corresponden a:
- Costo de comprar: Es el costo variable de los bienes: costo unitario de compra × demanda anual. Esto es C×D
- Costo de ordenar: Es el costo de poner órdenes de pedido: cada orden tienen un costo fijo S y se pide D/Q veces por año. Corresponde a S × D/Q
- Costo de mantener inventario: la cantidad de inventario promedio es Q/2, por lo tanto el costo es H × Q/2

{\displaystyle TC=D\cdot C+S\cdot {\frac {D}{Q}}+H\cdot {\frac {Q}{2}}}

En donde:
{\displaystyle TC}, Costo total del inventario, en valor monetario.
{\displaystyle Q}, Cantidad de pedido, en unidades.
{\displaystyle C}, Costo unitario de producto, en valor monetario.
{\displaystyle S},Costo fijo de realizar un pedido, en valor monetario.
{\displaystyle D}, Demanda anual del producto, en unidades.
{\displaystyle H=i\times C},Costo unitario anual de mantener inventario, en valor
{\displaystyle i}, Costo de manejo de inventario como porcentaje del valor del producto, en porcentaje anual.

## Modelo
Para calcular la evolución se emplea la siguiente ecuación diferencial:

{\displaystyle {\frac {dTC(Q)}{dQ}}={\frac {d}{dQ}}\left(CD+{\frac {DS}{Q}}+H{\frac {Q}{2}}\right)=0}.

A su vez, también se puede calcular la cantidad a ordenar óptima (Q) igualando los costes anuales de mantener inventario a los costes anuales de ordenar, obteniéndose el mismo resultado que al desarrollar la derivada. Esto se debe a que en este modelo y bajo estos supuestos se cumplirá la igualdad entre costes anuales de mantenimiento de inventario y costes anuales de ordenar.
Resolviendo dicha operación se establece la relación que se acaba de explicar:

{\displaystyle {\frac {H}{2}}={\frac {DS}{Q^{2}}}}

A partir de ella, es posible llegar a la ecuación básica que define a la cantidad óptima de cada pedido Q. El modelo EOQ está dado por la relación:

{\displaystyle Q_{opt}={\sqrt {\frac {2DS}{H}}}}

En donde {\displaystyle Q_{opt}} representa la cantidad óptima de pedido, en unidades.

## Tiempo de ciclo de pedido
Las características de la demanda para el modelo, permiten deducir el tiempo en el cual se presenta un ciclo de pedidos, el cual corresponde a aquel que transcurre desde el aprovisionamiento de inventario con una cantidad de pedido Q hasta que esta se agota completamente y es necesario volver a reaprovisionarlo en la misma cantidad. Esta variable está dada por la relación:
{\displaystyle T={\frac {Q}{D}}}
En donde T representa el tiempo de ciclo de pedido, en fracción de año.
El inverso de esta relación también permite obtener la frecuencia anual de pedidos de la siguiente manera:
{\displaystyle F={\frac {D}{Q}}}
En donde F representa la frecuencia anual de pedidos, en número de pedidos por año.
Por último, también se puede calcular el tiempo medio esperado entre órdenes, obteniéndose este a partir del número de pedidos por año previamente calculado. N sería el número de días de trabajo al año, es decir, los días en los que la empresa se encuentra operativa. El tiempo medio esperado entre órdenes, TE, será:
{\displaystyle TE={\frac {N}{F}}}

## Ventajas e inconvenientes
El modelo de cantidad económica de pedido es ampliamente utilizado como herramienta de gestión de inventarios en multitud de empresas a nivel mundial. Esta herramienta abre la ventana a la optimización de la cantidad por orden minimizando los costes. El modelo de cantidad económica de pedido se caracteriza por su sencillez a la hora de calcular la cantidad por orden o pedido. Así mismo, los supuestos que introduce este modelo facilitan su aplicación pues se asume la existencia de variables constantes como la demanda (tanto la demanda anual es constante, como la demanda durante el "lead time"). A pesar de ello, es robusto a la hora de calcular la cantidad óptima por orden minimizando los costes, pues aunque se produzcan cambios más o menos significativos en las variables que se asumían constantes (v.gr: demanda), el aumento de los costes totales respecto a su punto mínimo es relativamente moderado. 
Por otro lado, la sencillez a la hora de calcular y comprender el modelo de cantidad económica de pedido, que viene dada por los supuestos que utiliza, también tendrá algunos inconvenientes. Así, el hecho de que la demanda sea constante se aleja de la realidad, donde se encontrarán demandas estacionales, demandas irregulares (v.gr: compradores puntuales de grandes volúmenes), etc. De hecho, la demanda será uno de los elementos más inestables a los que se enfrentará la empresa a la hora de planificar su producción. En algunos casos, esta incertidumbre a la hora de predecir la demanda provocará la utilización de métodos probabilísticos para facilitar el cálculo de la cantidad óptima por pedido. Así mismo, este método considera que el nivel de inventario se reabastece instantáneamente, fenómeno que en la práctica no va a ocurrir en la mayoría de los casos y que llevará a la utilización del Lote Económico de Producción. Finalmente, se ignoran los descuentos por grandes volúmenes que en la práctica van a ser un elemento a considerar a la hora de establecer la cantidad por perdido.
Otro de los inconvenientes subyacentes del EOQ se relaciona con la dificultad de estimar los costos a partir de los cuales se deriva su formulación: costo de faltante y costo de almacenamiento. Los costos de almacenar y de generar órdenes suelen ser costos marginales con tendencia a cero de acuerdo al volumen, razón por la cual, desde la teoría de restricciones se plantea que el modelo EOQ es una falacia.

## Extensiones del modelo
Hay muchas variaciones y extensiones del modelo EOQ que se ajustan a diferentes situaciones. Por ejemplo, el modelo de Lote Económico de Producción considera una tasa finita de producción para calcular una cantidad óptima de producción y el modelo QR considera un tiempo de demora en la entrega de los pedidos diferente a cero. También se consideran faltantes, múltiples productos, demandas dinámicas y estocásticas, revisión continua de los inventarios, etc. 
Otra extensión del modelo EOQ es el modelo "EOQ con descuento por cantidad" que se ajusta a diferentes escenarios de descuentos en la compra de inventario. En este modelo se considera una Q inicial que se obtiene aplicando la misma fórmula del modelo EOQ para cada rango de cantidad con descuento. Si la Q inicial cae dentro de este rango (de unidades a comprar con descuento) se conserva, si cae fuera del rango será reemplazada por la cantidad más cercana para obtener el descuento en ese rango. Una vez que se hayan calculado las "Q" para cada rango de descuento, se procede a calcular el costo total del pedido para cada rango de descuento. Se seleccionará el rango de descuento que tenga el menor costo total del pedido